# Neue Deutsche Härte
Neue Deutsche Härte (МФА: [nɔʏ̯ə dɔʏ̯tʃə hɛrtə], укр. новий німецький хард, скорочено NDH) — музичний напрям, що з'явився в 1990-х роках. Термін з'явився після випуску в 1995 році студійного альбому Herzeleid гурту Rammstein
NDH поєднує риси Neue Deutsche Welle, альтернативного металу, ґрув-металу та елементи індастріал і техно. Тексти пісень як правило німецькою. NDH використовує традиційні інструменти метал-музики: електрогітару, бас-гітару, барабани та вокал, а також синтезатори або семплери з додатковими ударними. Гітари налаштовують нижче, ніж зазвичай, з використанням ефекту дисторшн. Рифи, що виконуються на гітарах цим ефектом, аналогічні використовуваним в рок-музиці та важкому металі, в студійних записах зазвичай зазнають подальшої обробки для посилення ефекту. Стакато виконуються монотонним звуком, як і в музиці важкого металу 1990-х років.
Вокальна партія характеризується акцентуванням окремих складів або приголосних (переважно дрижачих язичкових або ясенних). Виконується глибоким і чистим чоловічим голосом. Деякі виконавці використовують скримінг та гроулінг, (наприклад, Oomph!, Rammstein, Joachim Witt, Megaherz та Eisbrecher). Образна сфера переважно чоловіча і пов'язана з військовою тематикою.
Тематика пісень торкається таких загальних тем, як кохання, ненависть, ревнощі, сексуальність, релігія та смерть, з певною тенденцією до оспівування насилля і шокуючих практик. Манера виконання характеризується прагненням демонстрації сили. Пісні мілітаристської тематики нерідко містять асоціації з Нацистською Німеччиною та абсолютною монархією, за що зазнають критики.. Rammstein натомість випустив деякі пісні, такі як Links 2 3 4 і Deutschland що дистанціюють гурт від ідей нацизму. Назви гуртів є іменниковими і підбираються таким чином, щоб їх вимова справляла враження жорсткості й сили.

## Представники

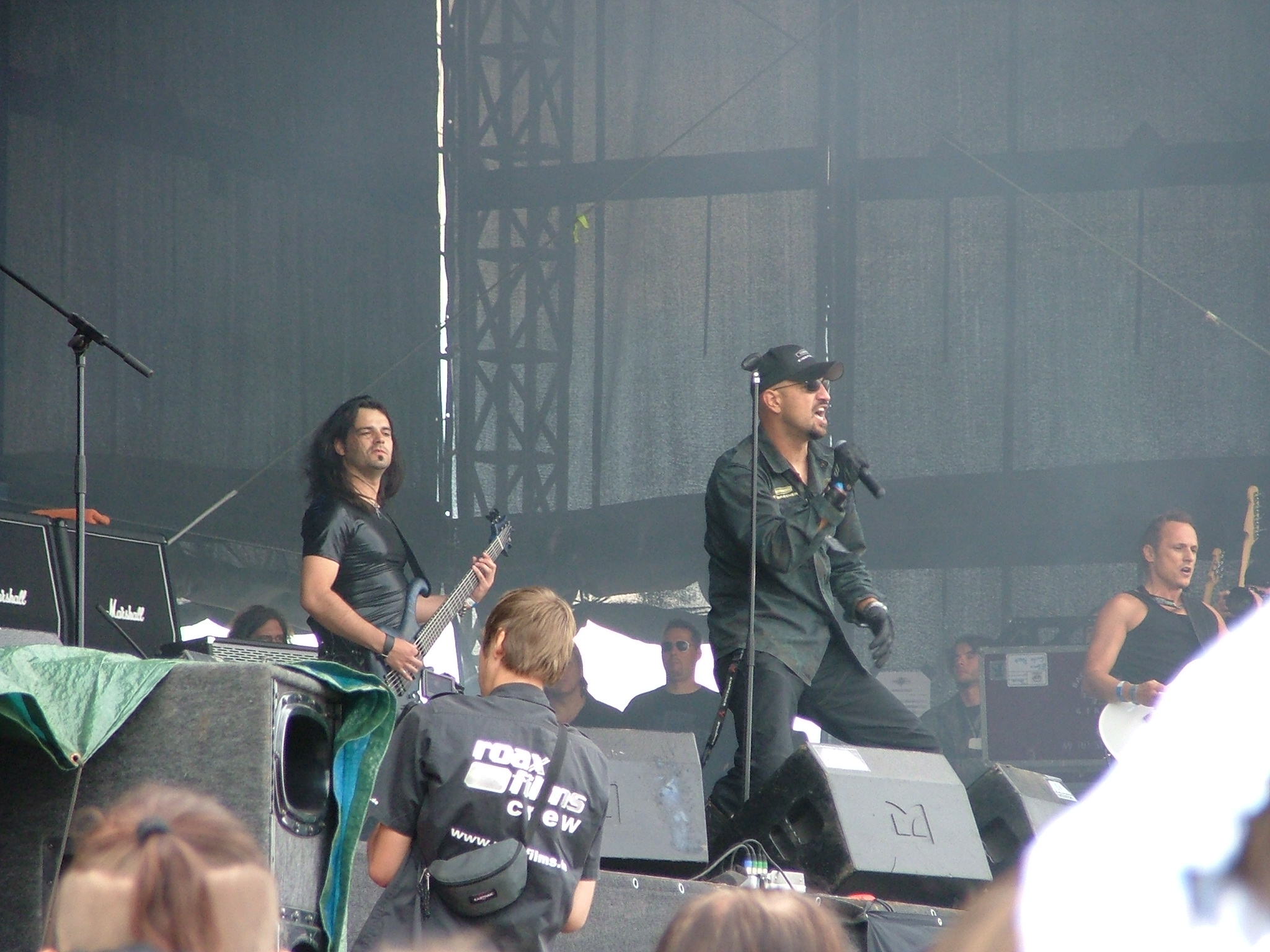
Eisbrecher, 2007
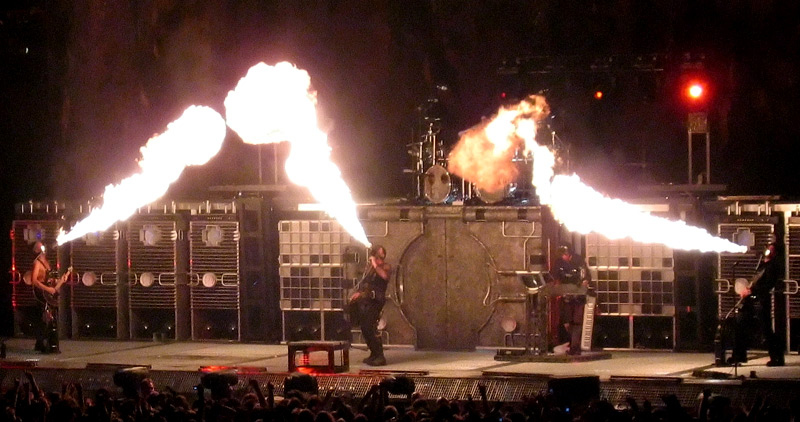
Rammstein, Globe Arena, Стокгольм, Швеція, 18 листопада 2004
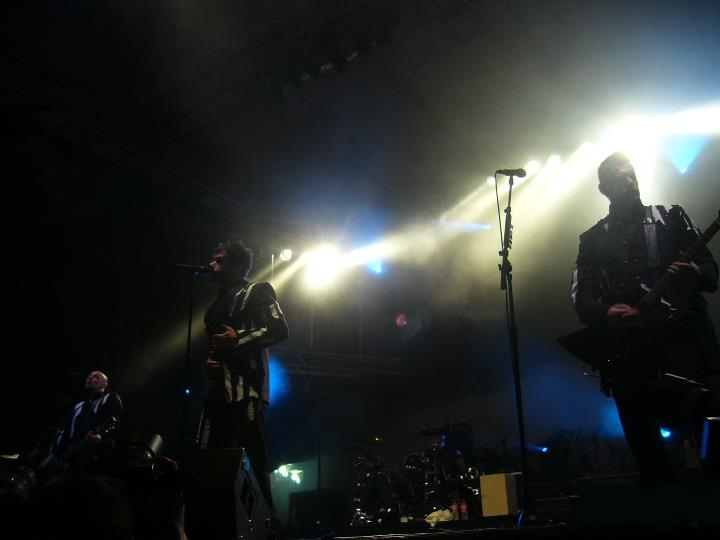
Oomph! один із перших представників Neue Deutsche Härte

| - ASP - Dementi - Der Bote - die! - Die Allergie - Eisbrecher - Fleischmann - Hämatom - Die Apokalyptischen Reiter | - Hertzton - Janus - Joachim Witt - L'Âme Immortelle - Leichenwetter - Letzte Instanz - Megaherz - Metallspürhunde - Oomph! | - Ost+Front - Rammstein - Riefenstahl - Rinderwahnsinn - Samsas Traum - Schweisser - Seelenzorn - Silber - Subway to Sally | - Stahlhammer - Stahlmann - Stendal Blast - Treibhaus - Umbra et Imago - Unheilig - Weissglut - Weto - Tanzwut |